# Antonio Jesús Regal Angulo
Antonio Jesús Regal Angulo (Herrera, 24 december 1987), als speler ook bekend als Antoñito is een Spaanse voetballer, die doorgaans speelt als verdediger, maar ook kan uitgespeeld worden als middenvelder.

## Loopbaan
Antoñito is een product van de jeugdschool van Polideportivo Ejido. Het is ook bij deze ploeg dat hij op achttienjarige leeftijd tijdens het seizoen 2006-2007 zijn debuut maakte. Eerst bij de reserven die in de Tercera División speelden. Tijdens het tweede seizoen 2007-2008, op 4 november 2007, kende hij zijn debuut met de A-ploeg op het professionele niveau tijdens de Segunda División A wedstrijd tegen UD Salamanca.  De uitwedstrijd, waar hij tijdens de tweede helft inviel, ging met 4-1 verloren. Om hem meer speelkansen te geven werd hij hetzelfde seizoen vanaf 26 januari 2008  uitgeleend aan UD Melilla, een ploeg uitkomend in de Segunda División B.  Het daaropvolgende seizoen 2008-2009 zou hij uitgroeien als een basisspeler bij Polideportivo Ejido, dat op dat ogenblik gedegradeerd was naar de Segunda División B. Hij zou er tot einde seizoen 2009-2010 blijven.
Tijdens het seizoen 2010-2011 stapte hij over naar UD Almería, om daar voor het filiaal te gaan spelen dat net naar de Segunda División B gepromoveerd was. Met een dertiende plaats kon de ploeg zijn behoud bewerkstelligen.
Het daaropvolgende seizoen 2011-2012 stapte hij over naar reeksgenoot Écija Balompié.  Hij tekende er een contract van 2 jaar.  Met deze ploeg behaalde hij achtereenvolgens een vijftiende en achtste plaats in de eindrangschikking.
Na deze twee jaren tekende hij voor het seizoen 2013-2014 bij reeksgenoot FC Cartagena.  Met deze ploeg zou hij tot de 1/16de finale van de Copa del Rey doorstoten, waar ze uiteindelijk over twee wedstrijden uitgeschakeld werden door FC Barcelona. Hij zou al de vijf bekerwedstrijden meestrijden.  Daarnaast zou de ploeg na kampioen Albacete Balompié en streekgenoot Lorca FC op een derde plaats uitkomen en zich zo plaatsen voor de eindronde. Daar werd de ploeg reeds in de eerste ronde uitgeschakeld door Real Avilés Club de Fútbol.
Albacete Balompié kon wel de promotie naar de Segunda División A afdwingen en het is bij deze ploeg dat Antoñito onderdak vond voor het seizoen 2014-2015. Hij tekende er een tweejarig contract en dit zou na 7 jaar een wederkeer naar het professionele voetbal betekenen. Hij scoorde zijn eerste professioneel doelpunt op 6 februari 2016 tijdens het 2-2 gelijkspel in de thuiswedstrijd tegen Real Oviedo Het eerste seizoen 2014-2015 zou de ploeg een veertiende plaats behalen, maar nadat de ploeg op het einde van het seizoen 2015-2016 met een eenentwintigste en voorlaatste plaats het behoud niet kon bewerkstelligen, verliet hij de ploeg.
Voor het seizoen 2016-2017 kwam hij terecht bij reeksgenoot Córdoba CF. Met deze ploeg nam hij beslag van de tiende plaats.
Bij reeksgenoot Real Valladolid tekende hij vanaf seizoen 2017-2018 een driejarig contract. Met deze ploeg eindigde hij vijfde in de Segunda División A en kon dankzij de eindronde de promotie naar de Primera División afdwingen. Hij volgde de ploeg en zo maakte hij vanaf seizoen 2018-2019 zijn debuut op het hoogste niveau van het Spaans voetbal. Dit eerste seizoen werd met een zestiende plaats en behoud afgesloten. Ook seizoen 2019-2020 werd het behoud met een dertiende plaats bewerkstelligd.
Op tweeëndertige jarige leeftijd ging hij het buitenland opzoeken. Hij tekende een tweejarig contract bij het Griekse Panathinaikos FC, een topploeg uit de Super League. Het werd geen succes en hij zou geen enkele wedstrijd spelen tot en met de winterstop. Begin januari 2021 besloten beide partijen om het contract te ontbinden.
Hij keerde na een half seizoen terug naar zijn vaderland en tekende op 14 januari 2021 een contract tot juni 2022 bij FC Cartagena. Zo keerde hij na zeven jaar terug naar de havenstad.  Tijdens het eerste seizoen kon hij met de ploeg het behoud zeker stellen, maar hij bereikte nooit het niveau van zijn eerste doortocht.  Ook tijdens de heenronde van seizoen 2021-2022 speelde hij amper en zo werd zijn contract in onderling overleg op 31 januari 2022 ontbonden.
Op 22 april 2022 werd het bekend dat hij tot het einde van het seizoen getekend had bij Deportivo La Coruña, dat op dat ogenblik tweede stond in de Primera División RFEF.  Hij kwam er als coach Borja Jiménez Sáez tegen, die hem in 2021 al met Cartagena herenigd had.  Zijn debuut maakte hij reeds op 24 april als basisspeler tijdens het 1-1 gelijkspel bij CF Talavera de la Reina.  Hij speelde de eerste drieënzeventig minuten.  Uiteindelijk zou de ploeg tweede eindigen achter Racing Santander.  Dit gaf hen toegang tot de eindronde, waar de ploeg het in de finale moest afleggen tegen Albacete Balompié.  Begin juli 2022 werd duidelijk dat het contract van Regal met één seizoen verlengd zou worden.  Ook tijdens het daaropvolgende seizoen 2022-2023 kon met een vierde plaats de eindronde behaald worden, maar reeds in de eerste ronde werd de ploeg door CD Castellón uitgeschakeld en zo kon de promotie niet afgedwongen worden.  
Het daaropvolgende seizoen 2023-2024 kwam hij terecht bij reeksgenoot Recreativo Huelva.